# توماس دوسيفي
توماس دوسيفي (بالفرنسية: Thomas Dossevi)‏ (مواليد 6 مارس 1979) هو لاعب كرة قدم. يلعب مع منتخب توغو لكرة القدم. سبق له أن لعب في كأس العالم لكرة القدم مع منتخب بلاده.

## روابط خارجية
- توماس دوسيفي على موقع قاعدة بيانات كرة القدم.إي يو (الإنجليزية)
- توماس دوسيفي على موقع ليكيب (الفرنسية)
- توماس دوسيفي على موقع ناشيونال فوتبول تيمز (الإنجليزية)
- توماس دوسيفي على موقع Soccerbase.com (لاعب) (الإنجليزية)
- توماس دوسيفي على موقع Soccerway.com (الإنجليزية)
- توماس دوسيفي على موقع عالم كرة القدم.نت (الإنجليزية)
- توماس دوسيفي على موقع كووورة